# John Mensah
John Mensah (ur. 29 listopada 1982 w Obuasi) – ghański piłkarz, który grał na pozycji prawego lub środkowego obrońcy.W latach 2001–2012 reprezentant Ghany. Uczestnik Mistrzostw Świata w 2006 i 2010 roku. Brązowy medalista Pucharu Narodów Afryki 2008.
W swojej karierze występował m.in. w takich klubach jak: Stade Rennais, Sunderland czy Olympique Lyon.

## Kariera klubowa
Urodził się w ghańskiej Obuasi. W roku 1999 trafił do juniorskiej kadry Bologna FC, gdzie rozegrał sezon i wkroczył na międzynarodową arenę do szwajcarskiego AC Bellinzona. Do 2006 roku występował we włoskich klubach. Pierwszym z nich była Genoa CFC. W 2002 roku odszedł do Chievo Werona, z którego był wypożyczany do Modeny i US Cremonese. W styczniu 2006 został zawodnikiem francuskiego zespołu Stade Rennais FC. Przed sezonem 2008/2009 kupiony przez mistrza Francji – Olympique Lyon za kwotę 8,4 miliona euro. Latem 2009 został wypożyczony do Sunderlandu, gdzie spędził dwa sezony. Następnie wrócił do Olympique, z którego odszedł latem 2012.
W styczniu 2013 podpisał kontrakt Stade Rennais FC. Jego barw bronił do końca sezonu 2012/2013. Następnie był graczem klubów Asante Kotoko SC, FC Nitra oraz AFC United. W 2016 roku zakończył karierę.
| Sezon   | Klub                     | Kraj       | Rozgrywki      | Mecze | Bramki | Rozgrywki Europy   | Mecze | Bramki |
| ------- | ------------------------ | ---------- | -------------- | ----- | ------ | ------------------ | ----- | ------ |
| 1999/00 | AC Bellinzona            | Szwajcaria | Nationalliga B | 12    | 0      | –                  | –     | –      |
| 2000/01 | AC Bellinzona            | Szwajcaria | Nationalliga B | 22    | 1      | –                  | –     | –      |
| 2001/02 | Genoa CFC                | Włochy     | Serie B        | 24    | 3      | –                  | –     | –      |
| 2002/03 | Chievo Werona            | Włochy     | Serie A        | 11    | 0      | –                  | –     | –      |
| 2003/04 | Chievo Werona            | Włochy     | Serie A        | 2     | 0      | –                  | –     | –      |
| 2003/04 | Modena FC (wyp.)         | Włochy     | Serie A        | 6     | 0      | –                  | –     | –      |
| 2004/05 | Chievo Werona            | Włochy     | Serie A        | 9     | 0      | –                  | –     | –      |
| 2005/06 | US Cremonese             | Włochy     | Serie B        | 14    | 0      | –                  | –     | –      |
| 2005/06 | Stade Rennais FC         | Francja    | Ligue 1        | 12    | 1      | –                  | –     | –      |
| 2006/07 | Stade Rennais FC         | Francja    | Ligue 1        | 23    | 0      | –                  | –     | –      |
| 2007/08 | Stade Rennais FC         | Francja    | Ligue 1        | 25    | 1      | Liga Europy UEFA   | 2     | 0      |
| 2008/09 | Olympique Lyon           | Francja    | Ligue 1        | 12    | 0      | Liga Mistrzów UEFA | 4     | 0      |
| 2009/10 | Sunderland A.F.C. (wyp.) | Anglia     | Premier League | 16    | 1      | –                  | –     | –      |
| 2010/11 | Sunderland A.F.C. (wyp.) | Anglia     | Premier League | 18    | 0      | –                  | –     | –      |
| 2011/12 | Olympique Lyon           | Francja    | Ligue 1        | 1     | 0      | Liga Mistrzów UEFA | 0     | 0      |
| 2012/13 | Stade Rennais FC         | Francja    | Ligue 1        | 4     | 0      | –                  | –     | –      |
| 2014    | Asante Kotoko SC         | Ghana      | Premier League | 0     | 0      | –                  | –     | –      |
| 2013/14 | FC Nitra                 | Słowacja   | Super Liga     | 5     | 0      | –                  | –     | –      |
| 2016    | AFC United               | Szwecja    | Superettan     | 0     | 0      | –                  | –     | –      |

## Kariera reprezentacyjna
Z kadrą narodową jest związany od 2001 roku. Grał w różnych kategoriach wiekowych, lecz z U-20 zaliczył największy sukces. Został srebrnym medalistą na Młodzieżowych Mistrzostwach Świata w Argentynie. W seniorach zadebiutował 5 grudnia 2001 przeciwko Algierii. Został powołany na Mundial w Niemczech, gdzie mecze rozgrywał do 1/8 finału. Odpadł w potyczce z Brazylią.
W drużynie narodowej rozegrał 78 spotkań i zdobył 3 bramki.

## Sukcesy

### Klubowe
- Olympique Lyon
  - Zwycięzca Puchar Francji: 2012

### Reprezentacyjne
- Ghana
  - Finalista Mistrzostwa świata U-20 w piłce nożnej: 2001
  - 3. miejsce Puchar Narodów Afryki 2008: 2008